# ヒズブ・タフリール

ヒズブ・タフリールの旗

ヒズブ・タフリール（حزب التحرير, Ḥizb al-Taḥrīr, ヒズブ・アッ＝タフリール）は、カリフ制統一国家樹立を目指す汎イスラーム主義的国際政治組織である。
「イデオロギーとしてのイスラーム」を標榜。イスラーム国家の再設立を目的とする。新国家は、信者の共同体（ウンマ）を統一し、連邦制ではなく一元制国家となり、ムスリムが人口の多数を占める国々（西はモロッコから東はフィリピン南部まで）をその内に含む超国家を形成する。新国家内ではシャリーアが施行されるため「正義が充溢する世界で初めての場所」になり、そこから世界の残余に向けてイスラームの受容を促す呼びかけ（ダアワ）が続けられるはずである。

## 歴史
ヒズブ・タフリールは、クドゥス（エルサレム）のカーディー（裁判官）であったタキーユッディーン・アン＝ナブハーニー（タキーッディーン・ナブハーニー）により、パレスチナのスンナ派ムスリム組織として1953年に設立された。ムスリム同胞団からの分派であり、非暴力路線とされる。設立以来、支部は世界50箇国に広がり、推定構成員数は数万人から100万人の間とみられる規模に拡大した。ヒズブ・タフリールの活動は、西洋諸国（特にイギリス）、アラブ諸国、中央アジア諸国で活発である。活動が禁止されている国では小規模な私的会合が構成員の交流の場になるが、活動が合法である国では出版等言論活動を行っているほか、大規模な会合を開いたりもしている。
ヒズブ・タフリールは「議論を呼ぶ」存在とされており、2015年中ごろの時点で、ドイツ、ロシア、中国、エジプト、トルコで活動が禁止されている。また、レバノン、イエメン、アラブ首長国連邦を除くすべてのアラブ諸国でも同様に禁止されている。イギリスでは2005年のロンドン同時爆破事件を機に危険性が認識され、非合法化された。その際には非暴力路線を標榜しているにもかかわらず非合法化するのは、かえって過激派を増やすことにつながり逆効果ではないかと言う議論がなされた。中央アジアには1995年ごろに進出したと言われており、キルギスとタジキスタンでは若者、知識人、女性に焦点を絞ってイデオロギー教育を行っている。インドネシア政府は、ヒズブ・タフリールの綱領が、同国の過激派を規制する法律と国家理念（パンチャシラ）に合致しないとして、2017年7月に公式に無効が宣言された（ヒズブ・タフリール・インドネシアの解散）。

## 思想
ヒズブ・タフリールは、党の思想と活動指針について「注意深く考え抜かれ、多くの書籍に開示されている」としており、コンサルティング会社 Oxford Analytica の2008年報告書を引用して「ヒズブ・タフリールは驚くほどイデオロギーとストラテジーが一致している」とメディア向けの冊子に書いている。亡くなった設立者ナブハーニーは、カリフ制新国家において施行されるべき憲法の草案も作成していた。党の基本理念に新しい思想が加わると組織が崩壊する可能性もあるため、基本理念はナブハーニーの憲法草案から21世紀現在に至るまで、ほとんど変わらない。
ヒズブ・タフリールの設立者ナブハーニーの著書 The System of Islam には、憲法草案の記述に一章が割かれている。これによると、新国家においてはムスリムによる選挙で選ばれたカリフ（ハリーファ）が国を運営することとされている。憲法草案はさらに、棄教（イルティダード）は死刑（7c条）、通貨は鉱物（金と銀）とする、公用語はアラビア語とする、男性ムスリムは15歳から軍事訓練をはじめる、妻は夫に従順でなければならない、といった細かいところまで決められている。憲法草案等に基づくと、イスラエルは解体されるべき又は妥協なく破壊されるべき違法な存在であるとする反シオニズム思想が、ヒズブ・タフリールのイデオロギーの重要な一部分をなしているとされる。

## 批判と擁護

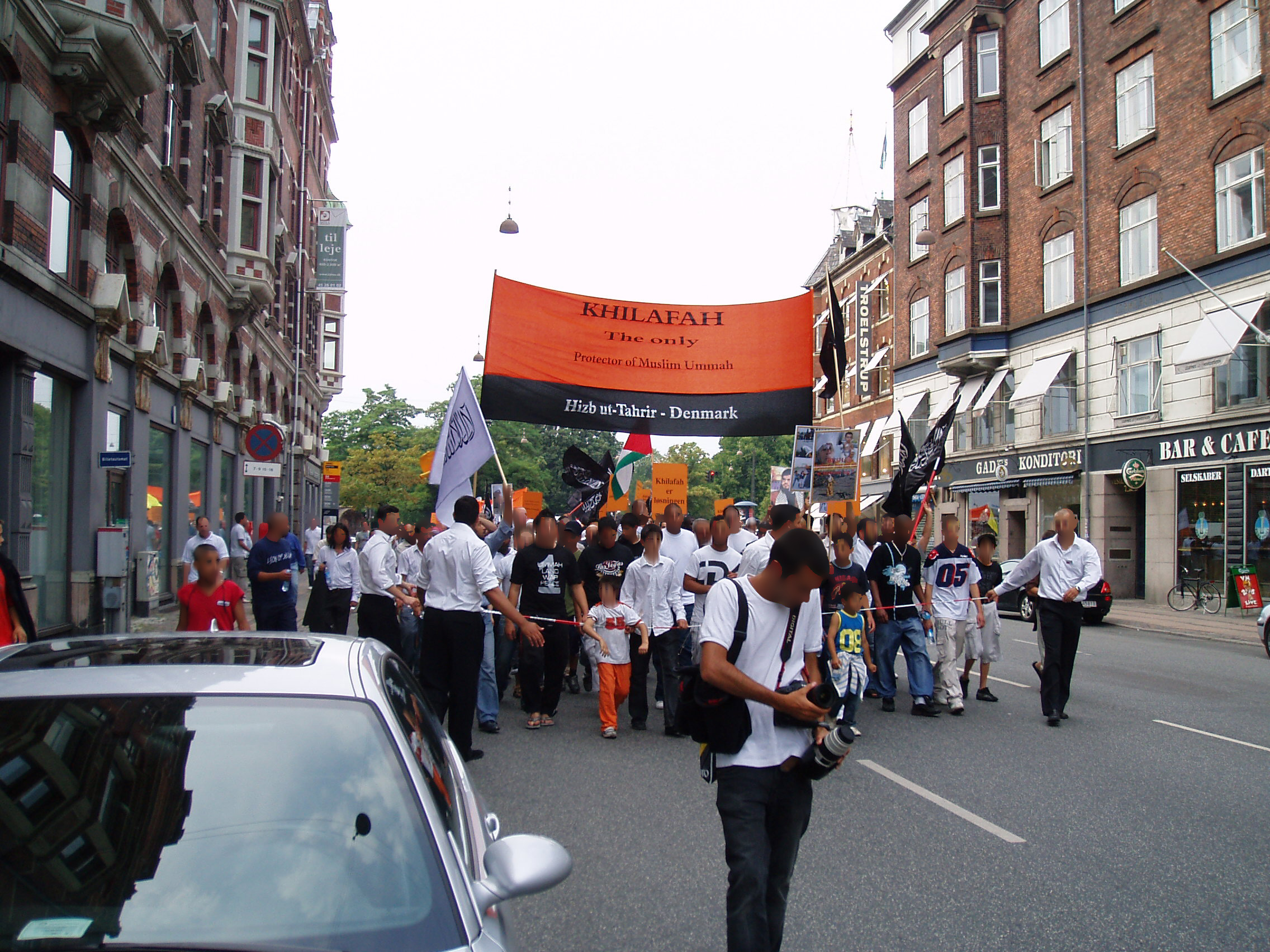
デンマークにおけるヒズブ・タフリールのデモの様子

ヒズブ・タフリールが、暴力を正当化する思想的根拠のための「さきがけ」となる「憎悪と不寛容の政治」を行っていると指摘する者もいる。これは具体的には、自殺爆弾攻撃をした者を「殉教者」と呼んだり、西洋諸国がイスラーム及びムスリムに対する戦争に加担していると指弾したり、カシミールにおけるヒンドゥー教徒、チェチェンにおけるロシア人、イスラエルにおけるユダヤ人を「過激派」呼ばわりして、彼らの殲滅を呼びかけたり、カリフ制イスラーム国家設立までは原則として暴力と軍事拡張に反対すると述べたりした行為に対する指摘である。2017年3月、オーストラリアのシドニーにおける公開討議の場において、ヒズブ・タフリールのスポークスマンは党綱領7c条について問われ、「イスラームでは棄教（イルティダード）が死刑であるのは明らかであり、私たちに死刑に対する躊躇いはない」と述べた。
ただし、ヒズブ・タフリールにテロリズムとの関係を疑うのは言われなきものであるとする見方も存在する。なぜなら組織がテロリズムに「明白に関与」したことはもちろん、「暴力的行動」に関与したことすら一度もないからである。ムスリムの若者のラディカル化に一役買っているというのは「大げさ」であり、カリフ制再興は安定と安全を保障するものであるというのがヒズブ・タフリール側の言い分である。